# Parapinnanema wilsoni
Parapinnanema wilsoni är en rundmaskart som beskrevs av John Inglis 1969. Parapinnanema wilsoni ingår i släktet Parapinnanema och familjen Chromadoridae. Inga underarter finns listade i Catalogue of Life.